# 瞿春泉

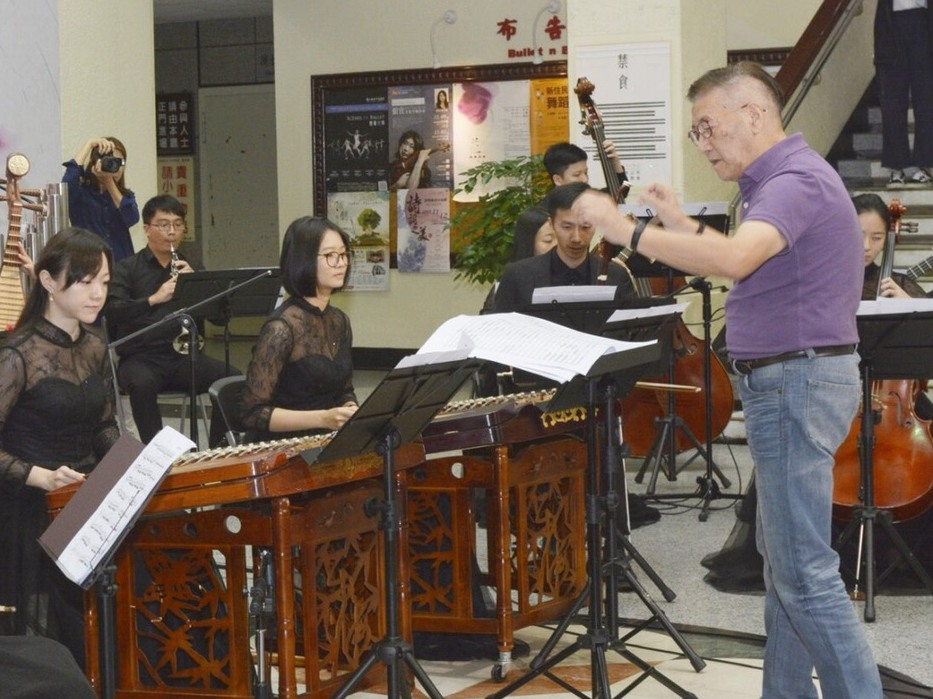
瞿春泉指揮桃園市國樂團

瞿春泉，新加坡籍指揮家、作曲家，國家一級指揮。多次獲得中華人民共和國文化部、中華人民共和國廣播電視部及上海市人民政府頒發的各種優秀成果獎、優秀表演獎、創作獎，並巡迴世界各地表演。其名字被收錄於《The International, who is who of Intellectuals》及《中國當代藝術界名人錄》、《中國當代音樂界名人大辭典》、《中國音樂家辭典》等。
瞿氏曾首演並錄製《長城隨想》、《達勃河隨想》、《花木蘭》、《瀟湘水雲》、《新婚別》、《匯流》、《新編大埔調》、《歌仔風》、《國畫世界》、《大樂三章》、《霧社1930》、《鄒族之歌》、《祝願》、《山‧樂》、《痕跡之五》、《台灣四季》、《思》、《殘缺也是美》、《好自在》、《點燈》、《國樂魔法石》。

## 生平
出生上海音樂世家，由父親瞿東森啟蒙，師承黃貽鈞、黃曉桐。
- 1956年：考進上海民族樂團擔任二胡演奏員。
- 1960年：擔任上海民族樂團首席。
- 1968年－1977年：先後擔任上海民族樂團、上海淮劇團、上海歌劇院歌舞團管弦樂隊團、上海兒童藝術劇院管弦樂團、上海滬劇團的指揮。
- 1978年：任上海民族樂團指揮、上海指揮家協會副主席。
- 1984年：考入上海音樂學院作曲、指揮系進修。
- 1987年：任上海民族樂團首席指揮[1]，全國高級職稱評定為國家一級指揮。
- 1993年：任新加坡華樂團指揮及副總監[1]，其間曾與團到日本、上海等地演出。
- 1999年：任台灣國立實驗國樂團指揮期間曾率領樂團赴[2]各地演出，深獲好評。
- 2008年：任國立台灣藝術大學中國音樂系客席教授、臺灣師範大學兼任教授、應邀指揮新加坡華樂團。
- 2008年-2011年：任佛光山人間音緣梵樂團指揮。[1]
- 2009年：任台北市立國樂團藝術顧問、應邀指揮台北傳統藝術季開幕音樂會「天籟」。
- 2010年：應邀指揮香港城市中樂團「紀念劉天華誕生一百一十五周年音樂會」、香港基督教女青年會中樂團、台北市立國樂團「二胡萬花筒」音樂會、苗栗縣立國樂團。
- 2011年：應邀指揮新加坡華樂團「星島掠影」音樂會、香港青少年國樂團「春泉‧樂流」音樂會、香港城市中樂團「圓夢世緣、走向輝煌」音樂會赴西安演出、江蘇民族樂團「名家名曲」音樂會、台北市立國樂團「百年流行」音樂會、新竹市青少年國樂團「竹塹國樂節」音樂會、九歌民族管弦樂團。
- 2012年4月：任馬來西亞國油聯合華樂團指揮「春之聲」音樂會。
- 2013年1月：應邀擔任臺北市立國樂團首席指揮。

## 客席指揮
瞿春泉曾應邀擔任以下的客席指揮：
- 中央民族樂團
- 南京民族樂團
- 廣東民族樂團
- 新加坡福州會館華樂團
- 馬來西亞吉打州華樂團
- 香港中樂團
- 香港演藝學院
- 香港城市中樂團
- 台北市立國樂團
- 高雄市立國樂團
- 新竹市立青少年國樂團
- 新竹縣立國樂團

## 主要作品

### 合奏曲
- 《上海隨想》
- 《月兒高》
- 《萊佛士銅像前的遐思》
- 《新編大埔調》
- 《好自在》
- 《點燈》
- 《我願》
- 《彩龍船（跑旱船）》

### 協奏曲
- 《雅魯藏布江邊》揚琴協奏曲
- 《殘缺也是美》雙揚琴協奏曲
- 《黃土情》雙笛協奏曲

### 柳琴與樂隊
- 《歌仔風》

### 古琴與樂隊
- 《瀟湘水雲》

### 聲樂與樂隊
- 《長干行》

### 二胡與樂隊
- 《我願》

### 小合奏
- 《江南好》
- 《潮鄉行》

### 首演並錄製民樂作品
- 《長城隨想》
- 《達勃河隨想》
- 《花木蘭》[3]

### 推演與錄製臺灣國樂創作
- 《新編大埔調》
- 《歌仔風》
- 《鄒族之歌》
- 《臺灣四季》 [3]

## 外部連結
- 跨越三十年的絲路之旅 - 瞿春泉與臺灣國樂團